# إيفانو نيوبيل
إيفانو نيوبيل (بالإنجليزية: Ivano Newbill)‏ مواليد 12 ديسمبر 1970 في سيداليا، هو لاعب كرة سلة أمريكي سابق. يبلغ طوله 6 قدم 9 بوصة (2.1 م).

## المسيرة الاحترافية
لعب مع ديترويت بيستونز في موسم 1994–1995، ثم لعب مع أتلانتا هوكس في موسم 1996–1997، ثم لعب مع فانكوفر جريزليز في موسم 1997–1998.

## روابط خارجية
- إيفانو نيوبيل على موقع إن بي أي (الإنجليزية)
- إيفانو نيوبيل على موقع سبورتس رفرنس (الإنجليزية)
- إيفانو نيوبيل على موقع كرة السلة الأوروبية.كوم (الإنجليزية)
- إيفانو نيوبيل على موقع كلية كرة السلة في سبورتس رفرنس.كوم (الإنجليزية)
- إيفانو نيوبيل على موقع ريلجم (الإنجليزية)
- إيفانو نيوبيل على موقع بروبوليرز (الإنجليزية)